# 荷兰克龙
荷兰克龙（荷兰语：Hollands Kroon，意为“荷兰的王冠”）是位於荷蘭西北部的一個市镇，在行政區劃上屬於北荷蘭省。荷兰克龙設立於2012年1月1日，是由安娜保罗娜、尼多普、维灵恩、维灵厄梅尔四個旧市镇合併而成。

## 外部連結
- 维基共享资源上的相關多媒體資源：荷兰克龙
- Official website （页面存档备份，存于）